# Système cristallin triclinique

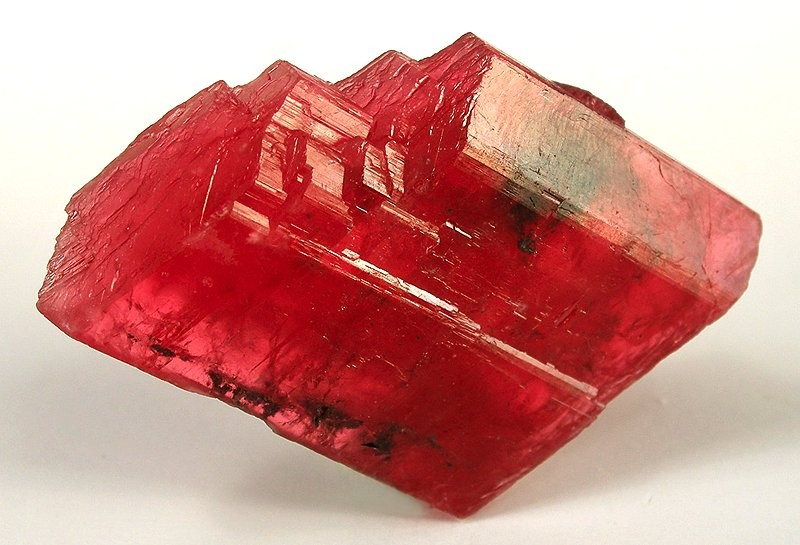
Rhodonite de Conselheiro Lafaiete, dans le Minas Gerais, au Brésil.

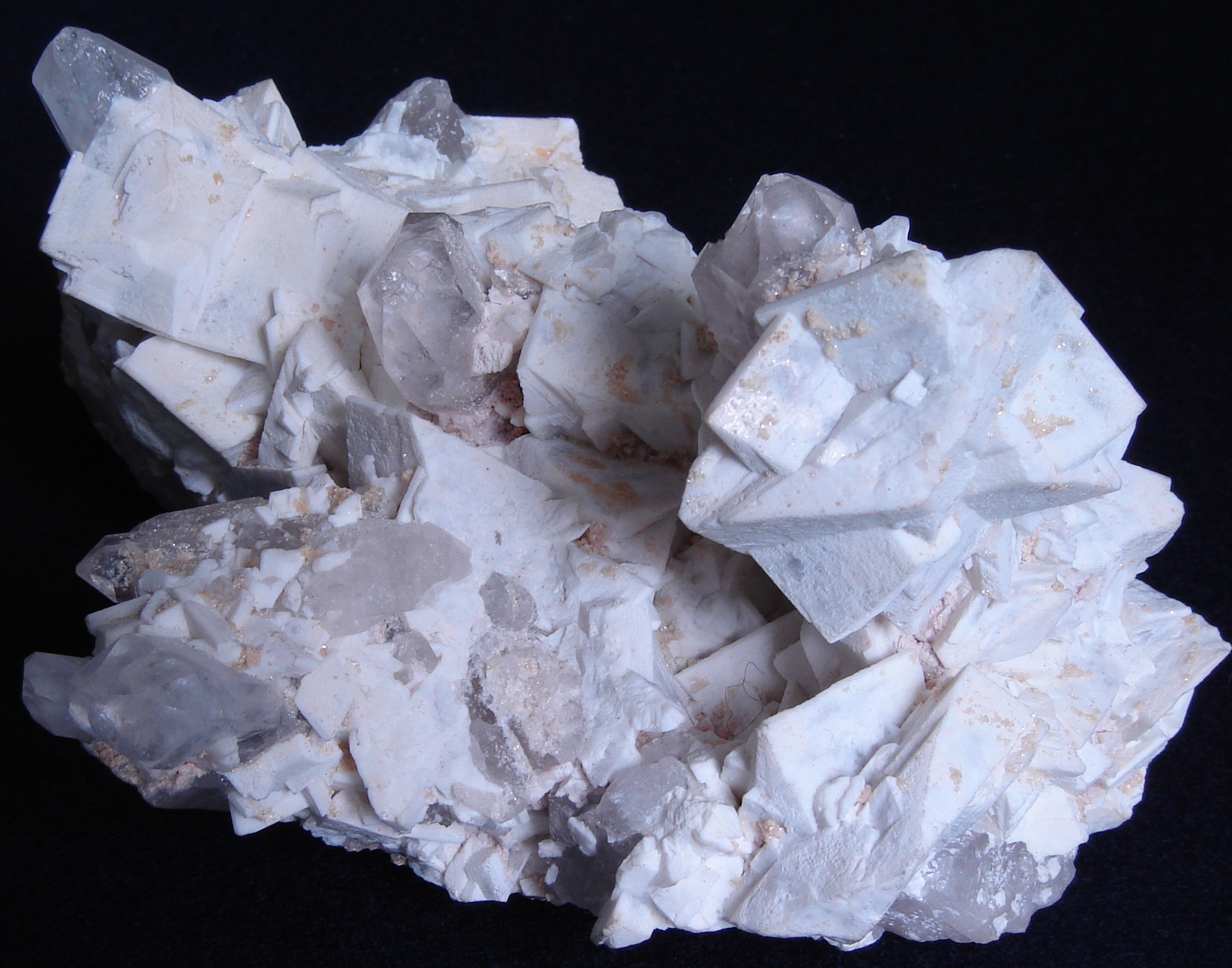
Microcline d'Araçuaí, au Brésil.

En cristallographie, le système cristallin triclinique est l'une des sept catégories de classement des cristaux dans l'espace tridimensionnel sur la base de leurs symétries morphologiques et de leurs propriétés physiques. Il repose sur le système réticulaire triclinique, dans lequel les paramètres cristallins sont tous différents entre eux et aucun angle de la maille cristalline n'est droit (a ≠ b ≠ c et α ≠ β ≠ γ ≠ 90°) : c'est le réseau de Bravais tridimensionnel qui présente le moins de symétries, les seules opérations de symétrie possibles étant l’identité et l’inversion.
| Réseau de Bravais  | Triclinique  |
| ------------------ | ------------ |
| Symbole de Pearson | aP           |
| Maille cristalline | Triclinique. |

## Symétrie

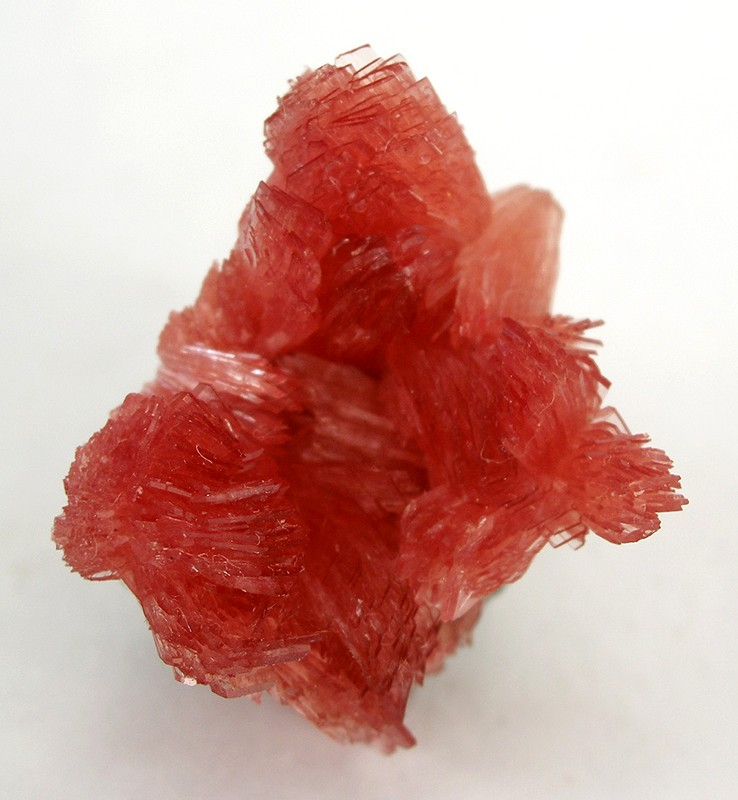
de Kuruman, dans le Cap-Nord, en Afrique du Sud.

Le tableau ci-dessous donne les numéros des groupes d'espace des tables internationales de cristallographie du système cristallin triclinique, les noms des classes cristallines, les notations Schoenflies, internationales, orbifold (en) et Coxeter (en) des groupes ponctuels, des exemples, le type et les groupes d'espace.
| # | Groupe ponctuel | Groupe ponctuel | Groupe ponctuel | Groupe ponctuel | Groupe ponctuel | Exemple      | Type                  | Groupes d'espace |
| # | Nom (Groth)     | Schönflies      | Intl            | Orbifold (en)   | Coxeter (en)    | Exemple      | Type                  | Groupes d'espace |
| - | --------------- | --------------- | --------------- | --------------- | --------------- | ------------ | --------------------- | ---------------- |
| 1 | Pédiale         | C1              | 1               | 11              | [ ]+            | Tantite      | énantiomorphe polaire | P1               |
| 2 | Pinacoïdale     | C1 (S2)         | 1               | 1x              | [2+,2+]         | Wollastonite | centrosymétrique      | P1               |

À chacun des groupes ponctuels est associé un groupe d'espace : P1 et P1. Le seul mode de réseau compatible avec la symétrie triclinique est le mode primitif.